# Callimetopus siargaonus
Callimetopus siargaonus es una especie de escarabajo longicornio del género Callimetopus,  subfamilia Lamiinae. Fue descrita científicamente por Schultze en 1919.
Se distribuye por Filipinas. Mide 18,6 milímetros de longitud.